# Joakim Soria
Joakim Agustín Soria Ramos (ur. 18 maja 1984) – meksykański baseballista występujący na pozycji miotacza (relief pitchera) w Oakland Athletics.

## Przebieg kariery
W 2005 roku jako zawodnik występującego w Liga Mexicana de Béisbol zespole Diablos Rojos del México, został wybrany najlepszym debiutantem. W grudniu 2006 przeszedł z organizacji San Diego Padres na zasadzie Rule 5 draft (draft, do którego przystępują zawodnicy MiLB, niemieszczący się w 40-osobowej kadrze zespołu) do Kansas City Royals, w którym zadebiutował 4 kwietnia 2007 w meczu przeciwko Boston Red Sox. Rok później po raz pierwszy wystąpił w All-Star Game. W 2009 był w składzie reprezentacji Meksyku na turnieju World Baseball Classic. W sezonie 2012 nie zagrał w żadnym meczu z powodu kontuzji łokcia, którą odniósł w meczu spring training z Cleveland Indians.
W grudniu 2012 podpisał jako wolny agent dwuletni kontrakt wart 8 milionów dolarów z Texas Rangers. W lipcu 2014 w ramach wymiany zawodników przeszedł do Detroit Tigers, zaś rok później w ramach kolejnej wymiany do Pittsburgh Pirates.
W grudniu 2015 związał się trzyletnią umową z Kansas City Royals. W styczniu 2018 w ramach wymiany zawodników przeszedł do Chicago White Sox, zaś w lipcu 2018 do Milwaukee Brewers. W grudniu 2018 został zawodnikiem Oakland Athletics.

## Nagrody i wyróżnienia
| Nagroda/wyróżnienie | Lata       | Źródło |
| 2× All-Star         | 2008, 2010 | [ 2 ]  |